# Dobsonia emersa
Dobsonia emersa là một loài động vật có vú trong họ Dơi quạ, bộ Dơi. Loài này được Bergmans & Sarbini mô tả năm 1985.

## Hình ảnh

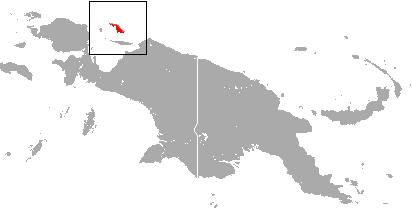